# 空戦魔導士候補生の教官
『空戦魔導士候補生の教官』（くうせんまどうしこうほせいのきょうかん）は、諸星悠による日本のライトノベルおよびそれを原作としたメディアミックス作品。イラストは甘味みきひろが手掛けている。富士見ファンタジア文庫（富士見書房→KADOKAWA）より2013年7月から2017年7月まで刊行された。第24回後期ファンタジア大賞金賞受賞作。

## あらすじ
第1部（1 - 5巻）
突如として現れ、その身に呪力と呼ばれる力を宿し、地上を蹂躙していった謎の存在、魔甲蟲。人々は魔甲蟲に対抗すべく、その居住区を浮遊都市に移し、魔力と呼ばれる力をその身に宿す《ウィザード》の中でも魔甲蟲と戦える唯一の存在《空戦魔導士》の育成に力を入れていた。そんな浮遊都市の中でも《空戦魔導士》の育成に力をいれる学園浮遊都市の一つ、《ミストガン》。
カナタ・エイジは《ミストガン》の空戦魔導士科（ガーディアン）本科2年に所属する生徒であり、特務小隊（ロイヤルガード）S128小隊にも所属していた《ミストガン》きってのエースだった。しかし、ある時を境にエイジは仮病を理由に本来の任務などをサボるようになり小隊の仲間から距離を取っていた。そして、普段やっていることは後方支援科（ロジスティクス）の手伝いをするなどの雑用。そのため、同じ《ミストガン》の生徒からはあられもない様な噂などを立てられ「裏切者」と呼ばれ、忌み嫌われていた。
ある日、元カナタの同僚のクロエが空戦魔導士科長に、10戦10敗のFランク小隊と揶揄される落ちこぼれ小隊の教官適任者として勝手にカナタを推薦したため、ミソラ・ホイットテール、レクティ・アイゼナッハ、リコ・フラメルの3名からなるE601小隊の教官をさせられることとなった。

## 登場人物
声はドラマCD版・アニメ版の声優。

### ミストガン

#### E601小隊
カナタ・エイジ
声 - 松岡禎丞
本作の主人公。E601小隊の教官兼S128特務小隊隊員。空戦魔導士科本科2年。17歳。長身痩躯でアホ毛の少年。《黒の剣聖（クロノス）》の異名を持つ。
かつては小隊のエースとして活躍していたが本編開始から半年前に任務中起こったとある事故で負傷、最強小隊を決めるランキング戦を無断欠席し、それ以来「病気療養」の名目で後方支援科の手伝いをしていたため、陰で「裏切り者」と蔑まれていた。スタンドプレーが目立つなど集団行動が苦手な面もあるが、面倒見はよいという理由からクロエにE601小隊の教官として推薦される。飄々とした性格で真意を容易につかませず、事故の情報を隠している。教官として訓練を命じる際、他人には予測できない内容を実施するため、メンバーから反発されることも少なくないが、確実な成果を上げつつある。
伝えるべき情報を省略しすぎる傾向があり、「ん？言わなかったか？」が口癖のようになっている。また、空戦魔導士たちからは嫌われているのとは対照的に後方支援科の学生たちからは高い能力から尊敬を集めている。レタスが嫌いなど子供っぽい一面もある。教え子をはじめとする多くの女性から好意を向けられているもののかなり鈍感なため気づいておらず、デリカシーもないので余計なことを言ったりする。
「事故」の真相は、囮として他の小隊員を撤退させた後に魔甲蟲同士が共食いを始め、その片方が自分をかばうような動きをして劣勢に陥っているのを目撃し、魔甲蟲側の救援に向かったがキルスティの攻撃を受けてエミリーとともに撃墜されてしまい、重傷を負ったためエミリーが体内に入る形で救われたというもの。交戦時の記憶をエミリーに消され、気づいた時には2つの後遺症を残していた。その一つが魔力の大幅な減少で、収束魔砲を一発放つだけでも軽度の魔力切れを起こすような状態になっており、消耗を抑えるため飛行も魔法ではなく＜ブラックホーク＞と名付けた通常の3倍の速度が出るようにカスタマイズした＜ホウキ＞に頼っている。もう一つの影響として体に呪力が宿っており、《崩力》をも発動させることができる。チカラの使用により高い戦闘力を発揮するほか、回復力も異常に向上している。人類の中では唯一理性を保ったまま《崩力》を使うことができる希少な存在だった。チカラの総量自体は変化しておらず、後に魔力減少は呪力とエミリーの思念に対する防衛反応を起こした結果であると判明した。周囲にはこのチカラのことを隠しているが、後にE601小隊の面々や空戦魔導士科の上層部には知られることとなる。
空戦武闘会で訪れた《ベベル》で＜キメラ・オルム＞の攻撃を受けた結果、呪力が暴走してしまったため、エミリーを体外に出す形で状態を安定させる。エミリーとの交戦後、彼女に魂を分ける代わりに受け取った呪力から、呪いを取り除いた「冥力」を身に着け、さらには魔力と冥力を合成させた《絶力》を発現できるようになったことで、対人型魔甲蟲戦における人類の最高戦力となる。
武装は漆黒の魔砲剣＜グラディウス＞。また、ダガーを手に「左の護剣（マインゴーシュ）」と呼ばれる相手の攻撃を見切り受け流す剣術も得意とする。

エミリー・ウィットベルン
カナタの中に存在していた呪力の正体。もともとは人型魔甲蟲の一人である女性。《翼撃の狩人（ヤークトウィング）》の二つ名を持つ。能天気な性格でほかの人型魔甲蟲の子供たちからは教師として慕われていた。
魔力を有し《崩力》も使えるエリートだったが、魔力を持たない人型魔甲蟲たちを冷遇するゼスに反発し、彼らの保護と引き換えに《ベベル》で教皇陛下のスパイとなりゼスのもとに潜入していた。しかし、裏切りが露見したためにキルスティに狙われ、交戦中に助けに入ったカナタとともに撃墜されてしまい肉体の大半を失う致命傷を負うが、同じく重傷を負った彼を救うため肉体の死と引き換えに、呪力を使って思念体となり呪核とともに体内に入り込んだ。
カナタの暴走を鎮めるために一時的に肉体を再構築したが、肉体を失ったことで呪力のコントロールができなくなっており、3日で暴走するという状態で彼に調伏されるのを待つばかりだった。そのため本来の前向きさも失っていたが、かつて面倒を見ていた子供たちとのふれあいやカナタとの交戦を経てもっと生きていたいと願うようになる。そこでカナタが呪力による流脈（パス）を利用して魂の半分を分け与えたことによって死を免れ、その後は妖精ほどの大きさまで体が縮むことと引き換えに、肉体の維持に最低限必要な分の呪力と魂を除くすべてのチカラを返却した。
かつて使用していた武器は呪剣＜ターディス＞。呪詛は8枚の漆黒の翼（暴走時には16枚）を自在に操る「黒き双翼（フリューゲル）」。

ミソラ・ホイットテール
声 - 山本希望
E601小隊小隊長。空戦魔導士科予科2年生。14歳。母譲りの紅い髪の小柄な少女。華奢な体格で小隊内では一番スタイルが貧弱なことにコンプレックスを持つ。
昨年度末の成績は座学がD、実技試験はE（134連敗のため）で自主退学を推奨されている。学力に関しては、魔砲剣に必要な砲撃系の基礎知識のみならず一部の一般常識すら欠けており、向こう見ずで頭に血が上りやすい性格も相まって「アホ」「お馬鹿」などと言われることもある。真面目で正義感が強く、たとえ自分より腕が立つ相手であっても無法者には臆さず立ち向かう勇気を持つ点はカナタやブレアから評価されている。
潜在魔力量だけならAランクを超えており、非常に高いスタミナと加速力を持つ。一方で剣術や砲撃術は「素人に毛が生えた程度」と評されるほど低く、カナタには「中衛の魔法師へコンバートした方が長所を生かせる」と指摘されたが、後述の魔砲剣に対する強い思い入れと覚悟を見たカナタは、ミソラを今まで通り魔砲剣士として育成するように方針を転換した。
当初は小隊長としても未熟で、隊員たちのことや戦術についてまるで知らない状況であった。そのことを自覚してからは隊員たちとの理解を深めようと努力している。ただし、（1巻にて行った）「特訓」の影響で他の隊員たちからはストーカー癖を疑われている。
カナタが軽度の魔力切れを起こすことに最初に気付いた人物で、魔甲蟲がミスドガンに侵攻してきた時、《崩力》を発動したカナタの姿を見たのも彼女が最初である。戦闘後、彼が気絶した時はかなり心配していた。カナタに対する感情は出会ったときの印象が悪かったものの、自分たちの着実な成長が感じられるようになってからは尊敬と好意を抱くようになる。
母親は空戦魔導士で、指折りの魔砲剣士だったがすでに殉職している。喫茶店を経営する父親がナチュラルで母親の記憶を失っているため、いつか記憶を想い出させたいと願っている。当初は郊外の3番区にある実家に住んでいたが、魔甲蟲との遭遇戦で自宅を誤射してしまったため、現在はレクティの部屋に居候している。
武装は白銀色の魔砲剣＜ラーズグリーズ＞。射撃精度の低さを補うため特注の照準器をつけている。母の形見であり、それゆえに魔砲剣に対して強い思い入れがある。カナタから伝授された収束魔砲＜ストライクブラスター＞を主に使用する。

レクティ・アイゼナッハ
声 - 東山奈央
E601小隊隊員。空戦魔導士科予科2年。14歳。金髪碧眼で小柄な少女。ミソラとは対照的に胸は豊満でいわゆるロリ巨乳。
昨年度末の成績は座学がミソラと同程度、実技の成績は後述の性格が災いして安定しない。
気弱でオドオドしたところはあるものの、自然と気配りのできる優しい性格。小動物系。カナタに対しては早い段階から尊敬の念を抱いており、「お兄ちゃんができたみたい」と慕っている。思い込みが強く、やや天然なところがある。
甘いものが好きで、特にマロンのお菓子が大好物。動物に好かれやすい。
アイゼナッハ流魔双剣術の使い手で、十翼空騎の階位を持つ。アイゼナッハ分家の出身で幼少期から《オエキス》で暮らし、落ちこぼれと言われながらもブレアやアリアの助けを借りて修行に励んでいたが、12歳の頃不良に絡まれた際に魔双剣技を発動できず、友人のアリアに重傷を負わせてしまい、それがきっかけでさらに戦績が振るわなくなり破門され《ミストガン》にやってきた。極度の上がり症だったが、カナタの課す特訓を経て徐々に弱点を克服、強すぎるチカラに対する恐怖心から長い間使えなかった魔双剣技も他人を守りたいという強い思いから、自らの意志で発動できるようになる。
ポジションは前衛で戦闘技術のみならば小隊内で最高クラス。
武装はサーベル状の魔双剣＜アマノハバキリ＞。戦闘によって何度か破損しているがその度修復を受けている。

リコ・フラメル
声 - 野水伊織
E601小隊隊員→副隊長兼参謀（6巻より）。空戦魔導士科予科2年。14歳。端正な顔立ちをした絶世の美少女。極度のナルシストで「女神」を自称する。
昨年度末の成績は座学がAマイナス（宿題未提出のため）、実技試験はFマイナス（試験をサボったため）。非常に賢く、座学に関しては教官を完膚なきまでに論破したことがあるため、居眠りやサボりも黙認されている。
自尊心が高く尊大だが、素朴な称賛にはあまり慣れていない。趣味は哲学書を読むこと。可愛いものも好きだが、人からそれを指摘されると「学術的に興味深いだけ」と言いはり認めていない。当初はチームメイトに対して距離を置いていたが、実はとても仲間思いな性格をしておりほかの隊員たちの実力を認めてからは気の置けない関係を築いている。真面目な人間とは馬が合わないことが多く、当初はミソラやユーリともあまり仲が良くなかった。姉のフロンとは同じマンションで同居しているものの姉妹仲は険悪だが、本心では完璧な姉に憧れており、「女神」を自称しているのも彼女に認めてもらいたいが故である。また、気分屋な性格が災いし姉と同様の期待を勝手にかけられては勝手に見切りをつけられるという経験を何度もしているため、他人を完全に信用できず、混戦で味方に背中を預ける状況で狙撃精度が低下するという弱点があったが、ミソラと本心をぶつけ合ったことでE601小隊の面々を信頼できるようになった。
ポジションは後衛で狙撃技術、状況判断応能力ともに高水準。さらに、森羅万象を見通す探知系最上級固有スキル『千里眼』を有するが、ピント合わせのためにかける眼鏡が嫌いでめったに使用しない。ただし、「かったるい」特訓をさぼっているためかスタミナにはやや難がある。
武装はスナイパーライフル型の魔銃＜アテナ＞。

ユーリ・フロストル
声 - 種田梨沙
S128特務小隊隊員兼E601小隊隊員（2巻エピローグ以降）。空戦魔導士科本科1年。16歳。濃紺色の髪にエメラルドブルーの瞳の少女。《空穿の閃光（ブリューナク）》の異名を持つ。身長156cm、体重47kg、B81W56H85。3月3日生まれ。
律儀で義理堅い性格で、生真面目すぎると評されることもある。甘いものが好きで、苦いものやゲテモノが苦手。趣味は裁縫。昔からうまく気持ちを言葉にできない傾向が強かったが、カナタの指示で行った男装の経験から多少は緩和されている。男女問わず高い人気を誇っている。幼児向けの装飾品を好むため、隊員たちからは呆れられている。
予科1年の頃に新入生歓迎のエキシビションマッチで見た、当時Dランク小隊だったカナタの諦めない姿勢に心を打たれD128小隊に入隊。カナタと並ぶため努力していたが突如として自分たちに何も告げないまま特務の仕事から離れたことに強い不満を持ち、感情の制御ができずに敵意を向けるようになる。A227小隊の教官として、カナタの教官としての進退をかけた試合をすることになり、自分の作戦をすべて読まれて敗北。賭けの代償として特務の仕事と掛け持ちする形でE601小隊の一員となる。レアルの一件でカナタが自分たちにひた隠しにしていた事実の一端を知ったことで、わだかまりを解き、いつかカナタの体の異常を治すことを誓う。
レクティやミソラとは比較的早く打ち解けるが、考えが読み取りにくく一見不真面目なリコとはなかなかうまくいかなかった。しかし、気持ちを正直にぶつけたことでリコの仲間を思う気持ちを知り、呼び捨てで呼ぶことを許した。
カナタに好意を抱きE601小隊入隊直後に一度告白しているが、カナタには「同性愛者でクロエのことが好き」だと誤解されているために全く気付かれておらず一切進展はない。また、リコからはそのことについて同情されるとともにしばしばからかわれている。
武装は三叉戟型の魔槍＜トリシューラ＞。魔力超振動機構を搭載した対変異種用の特装魔槍であり、対象を分子レベルで切削できる。かつては魔剣士だったが、鍔迫り合いを無意識のうちに嫌う癖があったためカナタの発案でコンバートした。また、彼が特務をサボるようになってからは対抗心からしばらくの間魔剣を使っていた。

ブレア・アイゼナッハ
E601小隊隊員。空戦魔導士科予科2年。武人のように険しい双眸を持つ、銀髪の少女。
アイゼナッハ流魔双剣術の使い手。アイゼナッハ本家の生まれで千翼空騎という高い階位を所持する若手では随一の実力者だったが、レクティを庇って負傷し魔双剣がうまく使えなくなった妹のアリアの代わりに《オエキス》から追放され、《メルキア》に移籍している。
交流学校にてレクティと再会、アリアの復讐として彼女と決闘し圧倒したもののカナタによって阻まれる。その後、交流戦で再びレクティと対峙、剣が折れてなお立ち向かってきた彼女に敬意を表し、誇りを持って自らも一刀で戦い剣を砕かれて敗北。試合前に交わした約束の通りレクティとまた友達となって和解。さらにカナタの提案で《ミストガン》に移籍、E601小隊に入隊する。
アリアの追放を取り消してもらうため、優秀な教官と見込んだカナタを《オエキス》に連れ帰るべく、アイゼナッハ流の告白をしてE601小隊の面々を動揺させた。それ以降は全裸でカナタの布団の中に忍び込むなど過剰なアピールをしているが、軽く流されており効果は出ていない。
実直な武人タイプで、常識に欠ける面がある。料理に関してはオーブンに魔双剣技をたたきこむ、完成前の食品に劇物を加えるなど下手というより壊滅的。その一方で、雑巾1枚で埃のたまった店を輝くまでにするなど掃除は得意である。
武装は魔双剣〈スサノオ弐型〉。レクティの〈アマノハバキリ〉に比べてやや大きめ。

#### S128特務小隊
クロエ・セヴェニー
声 - 佐土原かおり（ドラマCD版） / 山田悠希（テレビアニメ版）
S128特務小隊小隊長。空戦魔導士科本科2年。17歳。黒髪を薄紫のリボンでポニーテールにまとめた少女。《寂滅姫（ニルヴァーナ）》の異名を持つ。
現在は浮遊都市最強と称されているが、幼いころは飛行魔法の使えないいわゆる落ちこぼれで幼馴染のカナタからコツを教えてもらっていたことがある。カナタのせいで雑務が増えストレスをため込むことが多く、彼に対してしばしば天使のような微笑みを浮かべたまま制裁を加えている。
カナタの一番弟子を自負しており、他の教え子のことも可愛がっている。面倒見がよく優しい性格だが、割と天然。ピーチパイが大好物。幼馴染の誼で窓からカナタの部屋に入ることがある。カナタへの好意について尋ねられた時ははぐらかしているが、酔いが回って告白まがいのことをしたことがある。
事故の後で学園からカナタが裏切り者呼ばわりされるようになってからも、それまでと変わらずに接している。後遺症について何も伝えられていないことに寂しさを感じてはいるが、《ミストガン》に魔甲蟲侵攻時カナタが戦っている時も、彼の活躍を信じるほど、彼を信頼している。《ベベル》の偵察艇の調査の際にカナタの異常について知ることとなり、その後は空戦舞踏祭の《ミストガン》代表小隊になろうというE601小隊の意気込みを買って一時的に教官補佐を引き受けている。
魔力コントロールによる縮退魔力の練成を得意としており、自身を精製炉の代わりにして所有する膨大な魔力を最高の変換効率で増幅することができ、リコをして「最早超人のレベル」と評される。
武装は魔砲杖＜ベネトナシュ＞。最大射程は通常で500m、特殊砲撃で7000mを誇る。砲撃威力と手数重視の乱砲撃スタイルの戦法をとり、固定砲代役となった時に縮退魔力を極限まで込めた砲撃では変異種ごと数千体に及ぶ魔甲蟲を一撃で屠る程の威力。
ロイド・オールウィン
声 - 柿原徹也
S128特務小隊小隊長。空戦魔導士科本科2年。17歳。ブロンドの髪が特徴的な青年。特務小隊では事務を担当している。
仲間内でも敬語で話す好青年だが、誰に対しても軽口をたたくという欠点がある。
クロエと同じく、カナタとは昔と変わりなく友人として接している。
武装は魔剣。
カナタ・エイジ、ユーリ・フロストル
#E601小隊を参照。

#### 十人委員会
クリスティーナ・バルクホルン
声 - 木戸衣吹
《ベベル》から派遣された学園統括長。情報技術科本科2年。紫髪の少女で愛称は「クリス」。
レクティに交流学校でひったくりから助けてもらい、彼女とその教官であるカナタを高く評価している。
その正体は人型魔甲蟲の一人で呪力だけを有する。《ゲート》の向こうにいた時にはエリスの召使いをしていた。教皇陛下の側に協力しており、地下空間に＜タリスマン＞と名付けた呪力による術式を構築している。
空戦舞踏祭に際して代表小隊やエリスと共に《ベベル》に帰還する。ゼス達の障害になったため暗殺されかけるが、リバーに助けられ匿われる。『命の選択』というカナタの話を聞き、友人であったエリスに立ち向かう覚悟を決め自らの命を懸けて彼女を拘束することに成功した。
呪詛は自らに敵意を持つものを阻害する拒絶の盾を作り出す「破邪の障壁（アージリス）」。
フロン・フラメル
声 - 藏合紗恵子
空戦魔導士科長（ガーディアンリーダー）。空戦魔導士本科3年。18歳。リコの姉。
基本的に誰に対しても厳格な性格で、指揮官としては優秀であるものの、裏切り者とされるカナタに対する強い不信感から成果が出ないと見ると躍起になって更迭しようとしたり、魔導士として優秀とは言えない妹のリコに必要以上に厳しくしている等、意外と私情を挟んでしまう頑迷な面も目立つ。当然カナタに教官を任せるクロエの提案自体にも否定的で、妹のリコが所属している事も重なって、彼の指導するE601小隊全体に対しても厳しい考えしか見せようとしない（クロエによるフォローで何とか抑えられている）。
リコに対する問題的な態度を指摘されても、一向に自らのやり方を変えようとはしない為に、彼女に反発され続け姉妹仲も良くなかったが、自分の窮地に現れた妹の本音を聞き、以降は態度を少々だが軟化させている。
《ベベル》の偵察艇調査中に変異種の攻撃を受け負傷した際、救援に来たカナタが《崩力》を使用したのを目撃してからは彼の事情を察し、擁護する立場をとるようになる。
凄腕の魔剣士で今ではデスクワークに忙殺されているものの腕は衰えていない。
武装はカタナ状の片手魔剣＜ミザール＞。

#### その他の学生・民間人
リリィ・ランカスター
声 - 三咲麻里
B227（アニメ版ではA227）小隊小隊長。空戦魔導士科予科3年の首席。アッシュブロンドの短髪少女。
スキルはそこそこだが身体能力が非常に高い。テンションが高く体育会系のノリが強い。非公式の試合でE601小隊と対戦、リーダーであるミソラを追い詰めたかと思ったところで思わぬ反撃にあい敗北した。交流学校では、隊員たちと共にケバブ店を開いていた。『プリズン・ブレイク』というサバゲーチームのリーダーも務める。
魔銃士で、ポジションは後衛。
レアル・ヌア
声 - 安元洋貴
医療医学科本科2年。ラインの細さが目立つ少年。
ユーリに一目惚れして以来、ユーリに異常な執着を示している。実験中の事故が原因で魔甲蟲の体液を自らの体内に取り込んでおり、その身にカナタ同様《崩力》を宿している。魔甲蟲の意思に耳を貸したことで半ば人間をやめているため、カナタ以上の回復力を持つだけでなく、驚異的な跳躍力や伸縮自在の腕や体表を魔甲蟲の甲殻で覆う能力を持つ。ユーリを常に気にしていたことでユーリもまたカナタを常に気にしていることを察してしまい、次第にユーリとカナタの関係を邪推し異常な嫉妬心に囚われていってしまった。
魔甲蟲の意思に溺れ「自分より強い人にしか興味ない」というユーリにふさわしい男になろうと近接武器使いばかりを狙った傷害事件を繰り返し、E601小隊とA227小隊との試合が終わったばかりの闘技場に現れユーリを手中に収めようとするが、回復力と身体能力に頼りきりで周囲の状況判断が甘く動きが素人同然である点に付け込まれ、弱点である右肩を穿たれて敗北し、拘束された。
拘束後は入院状態にあるらしく、迷惑をかけたにも関わらず自身を気遣う手紙をくれたユーリの優しさに涙を流していた。
ミーナ・パープルトン
Aランク小隊トップである、A177小隊のエース。空戦魔導士科本科2年で、《雷光一閃（ライトニング）》の異名を持つ。かつて騎士と呼ばれていた家系の生まれ。
学内選抜では9連勝していたが、最終戦で戦ったE601小隊には作戦負けする。その後、空戦舞踏祭の《ミストガン》代表小隊に選ばれ、《ベベル》に向かう。
当初は空士としてのチカラを残しながら指導者の道に進んだカナタを嫌っていたが、「やり残したことはあるが受け入れている」という言葉を聞き、その後はカナタとE601小隊員全員との試合の審判役を引き受けるなどそれなりに態度は軟化している。現在ではカナタに好意を抱いている。
武装は魔戦斧。騎士甲冑型の防護服を纏う。魔力を消耗しやすい重武装のため、ポジションは後衛でタイミングを見て一気に打って出る戦法をとる。
ソシエ・ホイットテール
声 - 佐藤利奈
ミソラの母。故人。
生前は凄腕の魔砲剣士だったが、ミソラが幼い頃に魔甲虫との戦いで殉職。その際にナチュラルである夫や近所に住んでいた人々から存在を忘れ去られてしまった。
ステーキが好物。子供っぽい性格で、水量を間違えて洗濯機を壊したり、掃除の際にホコリを魔法で吹き飛ばそうとして店の壁に穴を空けたりと、短慮な行動も多い。同様の癖は娘にも受け継がれている。
ゲイル・ホイットテール
声 - 斉藤次郎
ミソラの父。3番街にある喫茶店『リトルウイング』のマスターをしている。スキンヘッドの強面で、ミソラとは似ても似つかない。
ミソラの誤射によって一度店が吹き飛んだ（本人はそのことを聞かされていない）が、保険金と融資をもとに再建させる。ライバル店の正面に店を出してしまったために一時経営難に陥るが、E601小隊の手助けで経営を立て直す。
カナタのことを気に入っており、ミソラと婚約させて店を継いでもらえないかと考えている。
ピヨちゃん
声 - 小桜エツコ
レクティが拾った卵から生まれた巨怪鳥（ガルダ）の雛。好物はフライドチキン。頭もよく計算が得意。親代わり兼自分専属の飼育係であるレクティとの間には強い信頼関係がある。火を噴く、巨体、共食いの対象が好物など明らかに鶏としては不自然な点が多々あるが、周囲の人間は真実を告げることで純真なレクティを傷つけられないため、彼女からは未だにただのメタボな鶏の雛だと思われている。
OADでは、魔力を食料とするために危険視され排除されかかるが、自ら魔力を放出することで灰化（自滅）して雛の姿に戻り、定期的に魔力を放出する首輪を付けられ無事一緒にいれるようになった。

### ベベル
アンネローゼ・サザーランド・ベベル
《ベベル》の所有者でもある教皇陛下（アークビショップ）。つぶらな瞳の金髪幼女だが、エリスから「ロリババア」呼ばわりされていることから見た目通りの年齢ではない模様。
ハルトマン・エンディケウス
教皇陛下の代理である浮遊都市連合評議会議長を務める、右目の片眼鏡とカールした細長い髭が特徴的な初老の男。
リバー・エンディケウス
ハルトマンの息子で議長秘書。鳶色の瞳に金髪の美少年。
秘書とは名ばかりで、戦闘のためだけに雇われた武官のような存在で凄腕の魔剣士である。周囲の人間に使いっぱしりにされている苦労人で、自らのことを自虐的に「パシリバー」と呼ぶこともある。教皇陛下に逆らい自分の教え子たちのことを優先する選択をしたカナタを見逃している。
ゼス・ヴィーゲルト
史上最年少の浮遊都市連合評議会会長。エリスの兄で人型魔甲蟲の一人。
より強いチカラを持つ者によって統治される世界を作ることをめざし、カナタを仲間に勧誘している。冷酷な性格で、魔力を持たない人型魔甲蟲の子供たちを冷遇し、自分たちに逆らったクリスを殺害するように命じている。
キルスティによると自分よりも強いとのこと
エリス・ヴィーゲルト
魔甲蟲の研究家を自称する少女。魔甲蟲の襲撃を受けた《ベベル》の偵察型飛行艇から発見された唯一の生き残り。人型魔甲蟲の一人。魔力と呪力を有し、<崩力>も使うことができる。
魔甲蟲を制御する能力を有し、自身が誇る三位一体のキメラを撃破した《崩力》を操るカナタに目を付け、ゼスに引き渡すためE601小隊を空戦舞踏祭の代表に推薦した。
ゼスを敬愛しており、彼の誘いを断ったカナタに殺意を抱いているほか兄の右腕にあたるキルスティにも強い嫉妬心を抱く。傲慢な性格だが精神面に脆さを抱えている。
呪詛で生み出した無数の魔甲蟲やキルスティとともに《ベベル》の地下都市を襲撃するが、クリスの命を懸けた交渉を受けた結果、兄への忠誠と自分の命との間で心が揺れ戦意を失い動揺して動きが取れなくなったところで、彼女の心ひとつで心臓を握りつぶせるように呪力を施されたうえで拘束された。
呪詛はイメージや理想を現実に投影据えることができる「夢幻泡影（ニトケルティ）」。《崩力》を利用することで無数の魔甲蟲などを即座に生み出すことすらできるが、精神的な動揺により能力が解除されてしまう欠点がある。
リーゼリット・フラワーチャイルド
エリスの妹分。妖精のような姿の白髪幼女。人型魔甲蟲の一人。魔力と呪力を有し、<崩力>も使うことができる。
魔甲蟲を操り、ゼスに対抗する勢力の暗殺を行う。エリスの指示でリバーとカナタを襲撃し、カナタに致命傷を与えたが呪力を暴走させたカナタの手で変異種が倒されたため撤退する。
キルスティ・バーミリオン
ゼスの専属秘書を務める人型魔甲蟲。蒼玉のような長髪を持つ美少女。《殺戮の熾天使（セラフィム）》の二つ名を持つ呪鎌使い。頭が切れるだけでなく《崩力》の使い手でもあり、全盛期のエミリーでも敵わず、《絶力》を宿したカナタとも互角の近接戦闘を行う実力を持つ。また、魔甲蟲の中でも唯一、狂乱寸前までチカラを高める「狂戦士（バーサーカー）モード」を使うことができる。
ゼスの右腕としての強い自負があり、弱者に対して非常に冷酷。ゼスの実妹であるエリスが敵に拘束された時も妹としてふさわしくなかったとあっさり見捨てている。
ジャミラ・ダンベルクール
元評議員。大規模エネルギープラントを世襲で受け継いでおり、強い影響力を持つ。表向きは田舎暮らしをしていることになっているが、実際は地下都市内で暮らしている。
わずかに魔力を有しており、現役時代は空士にも理解があったが、いざとなると保身に走るタイプで、人望はない。自分もゼスを身内に引き込んだことを棚に上げ、彼を討つためカナタを引き抜こうとするが「発想が素人じみている」と拒否される。その後、エリスたちの襲撃を受けて命乞いをするも、催眠暗示をかけられたあげく爆弾を運ばされ、教皇陛下の暗殺には失敗したが、＜タリスマン＞を破壊すると同時に爆死した。

### ファルシオン
ノエル・ル・サンスーシ・デア・ランシール・ド・ワーフ
《ファルシオン》の代表選手の一人。ふわふわの桃色の髪をした小柄な少女。
身長にコンプレックスがあり（カナタと同い年ながらミソラとの身長差がわずか2cm）、名前をもじって「小人（ドワーフ）」と呼ばれることを嫌う。戦闘中に縮退炉抜きで魔力縮退を行うという高度な技能の持ち主。
武装はサーベル状の魔剣＜シルファリオン＞。

## 用語
浮遊都市
数を減らされた人類が最後の力を振り絞って作った天空都市。そのうち、学園浮遊都市では空戦魔導士を育成に特化した教育施設を備えている。作中では《ミストガン》《リューン》《メルキア》《オエキス》《ベベル》《ペルセウス》《ファルシオン》《コウライ》が登場している。
《ミストガン》
高度3000mを飛行する空戦魔導士の養成に特化した学園浮遊都市。総人口およそ6000人の9割をウィザードが占め、学生による自治が行われる。予科3年・本科3年の6年制を採用、空戦魔導士科（ガーディアン）・万融錬金科（アルケミスト）・機械科学科（マキナ）・製造生産科（インダストリアル）・後方支援科（ロジスティクス）・経済経営科（エコノミック）・医療医学科（メディスン）・情報技術科（インフォーム）・遺物発掘科（レリック）の9つの学科がある。
E601小隊
小隊間模擬戦で（4巻時点で）14連敗を喫し、周囲からは「Fランク小隊」と揶揄される。当初はミソラ、レクティ、リコの3名で構成されていたところに教官としてカナタが赴任。その後ユーリとブレアが加入した。元々寄せ集めのメンバーで、チームワークのかけらもないような小隊だったが、変異種の討伐、格上の小隊相手との模擬戦や交流学級での勝利などで結果を出しつつある。しかし、カナタが赴任してからも模擬戦では色々な要因が重なって実力を発揮できずに敗北し続けている。

《ベベル》
教皇陛下の所有地で、浮遊都市連合の中枢にあたる巨大浮遊都市。食糧やエネルギーなどのプラントや環境試験用の密林などからなる13の人工空島（メガフロート）を抱える。人口の9割以上をナチュラルが占めている。この都市の者が各浮遊都市の要職に任じられる。各浮遊都市から上がる魔甲蟲の情報についてはこの都市に集められるが、集められた情報がほかの都市に公表されることはない。
実は上層部のほとんどがゼス率いる人型魔甲蟲に乗っ取られており、人間側の重鎮は地下都市を築いて暮らしている。
空戦舞踏祭（エアリアルソード）
《ベベル》で行われる空戦魔導士たちの頂上決戦。各浮遊都市のエリートを招集して行われる。優勝者には「世界創生の真実」が明かされるとされる。

魔甲蟲
突如として現れた人類の天敵。4世紀ほど前に確認されたが生態の多くはいまだ謎に包まれている。呪力というチカラを有する。地上を蹂躙し、人類の絶滅を図ろうとしている存在。ただし、人間を単に殺すのではなく「殺した人間の記憶を消滅させる（その人の存在を忘れさせる）」という方法を用いている。魔力を持つ人物に限って、その者の記憶を保持できる。一般には大陸での戦争末期に劣勢になった勢力が生み出したとされるが、その正体は《ゲート》を介して現れる異世界からの侵略者で、実際にアルバート・アイゼナッハは大陸上空に出現した《ゲート》から魔甲蟲が現れるのを目撃している。一般に魔甲蟲と呼ばれているものは「原種型」とされ、後述の通り「人型」も存在している。
呪力（じゅりょく）
魔力の上位互換にあたる強力な事象干渉力で、心に思い浮かべたイメージで現実に影響を与える心象術式が主体となる。魔甲蟲が《ゲート》を通り抜ける際に呪怨とともに植え付けられる「呪核」と呼ばれるエネルギー生成機関から生み出され、この呪核は様々な形態を持ち、空士たちの間では『黒晶』と呼ばれる魔甲蟲の弱点でもあり、欲望があふれ出してチカラに呑みこまれた時のみ増殖する。
呪力から負の想念を取り除いたチカラは「冥力（めいりょく）」と呼ばれ、その特性上魔甲蟲は扱うことができない。
アルケナル級
ハエのような形をした体長2m前後の魔甲蟲。魔甲蟲の中では最小種で単体ならばE判定レベルでも互角だが、複数で行動する性質があり群れの場合は脅威度が上昇する。
プロキオン級
アルケナル級より大きなカマキリ型の魔甲蟲。
変異種（キメラ）
魔甲蟲を統率することができ、時に知能を持つことのある個体の総称。
《キメラ・デネブ》
巨大な胡桃に口と無数の触手をつけたような姿の変異種。触手による攻撃を行う。《ミストガン》を襲撃したが、ミソラの収束魔砲の一撃を受け消滅した。
《キメラ・アンタレス》
100mを超える城塞のような巨体を持つ円盤型の母体型魔甲蟲。無数にある紅い目から放たれる光線が武器で、硬皮は高い魔力耐性を持ち魔砲の一撃を反射する能力を持つ。他の変異種に比べてずば抜けて高い知能を持つ。《キメラ・デネブ》と共に《ミストガン》を襲撃したが、《崩力》を開放したカナタに自慢の硬皮を破られ、その位置に収束魔砲を喰らって爆散した。
《キメラ・アルタイル》・《キメラ・スピカ》・《キメラ・リゲル》
群れをなす三位一体の変異種。体にある黒晶を破壊されると粒子分解するが、3体のうちどれか1体が残っていると60秒で復活する。中型種《キメラ・アルタイル》は紅い甲殻と長砲身の砲撃機構を持ち、進化により散弾砲撃を身につける。中型種《キメラ・スピカ》は青い甲殻と2枚羽に巨大な高周波ブレードの鎌を有する近接戦闘型で、進化により腹部噴出孔の出現に加え羽が4枚に増え機動力が上昇。大型種《キメラ・リゲル》は口から体内の小型種を放出する性質を持つ胴長で白いクジラのような姿の母体型で、進化により黒晶を分散させて弱点を軽減する能力(それに伴いカモフラージュのために体色が黒化した)と音響衝撃波を放つ能力、紅い結晶を射出する能力を得る。《ベベル》の偵察艇を襲撃して空士たちを全滅させ、フライトレコーダーの回収に向かった《ミストガン》の特務小隊をも窮地に追い込むがE601小隊の参戦で敗北した。
《キメラ・オルム》
リーゼリットが操る、球体の体に鏃の付いた触腕をはやした変異種。《ベベル》でカナタに致命傷を与え、さらにリーゼリットの《崩力》で強化されE601小隊に牙をむくが、《崩力》が暴走したカナタによって体内から爆散させられる。
《アスモデウス》
強制的に変異種の細胞を移植され、魔甲蟲のチカラを宿された人間の成れの果てである人工の人型魔甲蟲。普段は普通の人間の姿だが、高速再生能力を有し、鈍色の硬皮と刀腕を持つ強靭な肉体を持つ怪物に変貌する。ナチュラルが素体となっているため呪力以外は使えないものの、群れで行動する性質を持ち連携による集団戦闘も巧み。催眠暗示によって囁きによる精神汚染を防止している。進化して魔力吸収特性を有するものも出現しているが、魔力の使用はできずただ貯蔵するのみなので魔砲による攻撃で誘爆してしまう危険性を持っている。
人型魔甲蟲
魔甲蟲の中でも人間と寸分たがわぬ外見と知性を持った者たちのこと。その全てが呪力を有し、中には魔力を持ち＜崩力＞を扱うことができる者も存在する。さらに「呪詛」と呼ばれる自分の願望を果たすために備わった超越のチカラを扱うことができる。

ウィザード
生まれながらに魔力をその身に宿す者たち。魔力を持たないナチュラルとは違い呪力を用いて殺害された者たちの記憶を保持し続けるが、ナチュラルに比べるとその総数は少ない。
魔力（まりょく）
「魔核」と呼ばれるエネルギー生成機関から生み出され、生命エネルギーに近い肉体に宿る内なる事象干渉力。刻印術式が主体であるため、ルーン文字で魔力に意味を与える工程を要する。
空戦魔導士
ウィザードの中でも、魔甲蟲と戦える唯一の存在でもある。ただし、その数は絶対的に不足しており、人類は空戦魔導士の育成に力を入れている。

アイゼナッハ流魔双剣術
剣神と称えられたアルバート・アイゼナッハにより浮遊都市《オエキス》で発祥した剣術流派。過酷な修行により個人としての限界を極めたとされる。厳格な掟があり、親類縁者でも実力が満たないものはアイゼナッハの姓を名乗ることが許されない。弱肉強食を旨とし、弱者は強者に絶対服従しなければならない。強いチカラを持つが故に《オエキス》の空戦魔導士からは疎まれている。
また、魔双剣術以外にも鍼灸術・按摩術・掃除術など様々な技術が存在する。
千里眼（せんりがん）
探知系最上級スキル。魔力強化により異常発達した視覚によって、全方位視野と超望遠距離を獲得、遮蔽物の透視はできず脳への負担は大きいが森羅万象を見通すことができる。因子は遺伝することで知られており、フラメル家には代々『千里眼』を開眼する者が現れることがある。
その真骨頂として空間の向こう側や時間の前後、理論世界に至るまで掌握することができる能力の”神憑き（ツヌグイ）"がある。その桁違いな能力の代償に長時間の精神集中を要し強い身体的負担がある。
《崩力》（ほうりょく）
魔力と呪力の対消滅によって発生する事象干渉力。魔甲蟲に魔力を注ぐと大爆発を起こすことから提唱された。本来は魔力をも有する高位の人型魔甲蟲のみが使用できる。合成のためには繊細なコントロールが必要で、現実的に不可能とされるためあくまで仮説段階である。チカラを高めすぎると狂乱に陥り、莫大なチカラや高速再生能力と引き換えに自我を失うという欠点がある。カナタやレアルのように呪力を体に取り込んだ人間の中でも生じるが、この状態となった人間は日夜誘惑するような囁きに苛まれ、この囁きに負けると狂乱状態に陥ってしまう。
呪力から呪いを取り除いた「冥力」と魔力を合成することで《絶力》（ぜつりょく）と呼ばれるチカラを生み出すことができる。この力は冥力同様「この世界」の人間だけしか使えないもので、人型魔甲蟲への唯一の対抗手段となるため「歪んだ理を絶つチカラ」とも呼ばれている。さらに、一時的にチカラを失う代わりに短時間に全てを放出する「オーバードライブ」という限界突破の能力がある。
巨怪鳥（ガルダ）
太古の時代に人間と共生していた鳥類。成鳥は全高20mを超える赤い巨鳥であり、生まれたての状態でも既に鶏ほどの大きさを持つ。知能は高く、肉食性で口から火を噴く。生態は謎に包まれているが、浮遊都市に卵を植え付ける習性があり、人間に飼われた個体はウィザードの魔力に反応して魔力進化し暴走状態になる。

## 評価
第24回後期ファンタジア大賞にて金賞を受賞した（受賞時のタイトルは「俺が教官で、彼女たちが魔導師候補生だと……そんなまさかっ!」）。同賞で審査員を務めたあざの耕平、鏡貴也は本作を以下のように評している。

## 既刊一覧

### 小説
| 巻数     | 初版発行日     | 発売日         | ISBN              | 備考   |
| -------- | -------------- | -------------- | ----------------- | ------ |
| 1        | 2013年7月25日  | 2013年7月20日  | 978-4-04-071020-4 |        |
| 2        | 2013年11月25日 | 2013年11月20日 | 978-4-04-712957-3 |        |
| 3        | 2014年3月25日  | 2014年3月20日  | 978-4-04-070071-7 |        |
| 4        | 2014年7月25日  | 2014年7月19日  | 978-4-04-070130-1 |        |
| 5        | 2014年11月25日 | 2014年11月20日 | 978-4-04-070383-1 |        |
| 6        | 2015年3月25日  | 2015年3月20日  | 978-4-04-070384-8 |        |
| 7        | 2015年7月25日  | 2015年7月18日  | 978-4-04-070430-2 | 短編集 |
| 8        | 2015年10月25日 | 2015年10月20日 | 978-4-04-070431-9 |        |
| 9        | 2016年3月25日  | 2016年3月19日  | 978-4-04-070703-7 |        |
| 10       | 2016年7月25日  | 2016年7月20日  | 978-4-04-070966-6 |        |
| 11       | 2016年11月25日 | 2016年11月19日 | 978-4-04-070967-3 |        |
| 12       | 2017年3月20日  | 2017年3月18日  | 978-4-04-070968-0 |        |
| 13       | 2017年7月20日  | 2017年7月20日  | 978-4-04-072380-8 |        |
| 14       | 2017年7月20日  | 2017年7月20日  | 978-4-04-072381-5 |        |
| [ 注 8 ] |                | 2017年7月20日  | 電子書籍のみ      | 短編集 |

### 漫画
『月刊コミックアライブ』2014年9月号より2016年9月号まで連載。
| 巻数 | 発売日         | ISBN              |
| ---- | -------------- | ----------------- |
| 1    | 2014年11月22日 | 978-4-04-066898-7 |
| 2    | 2015年7月23日  | 978-4-04-067552-7 |
| 3    | 2016年2月23日  | 978-4-04-067875-7 |
| 4    | 2016年10月22日 | 978-4-04-068564-9 |

## ドラマCD
HOBiRECORDS制作のドラマCDが2014年11月20日に発売された。物語序盤の内容をドラマ化したものである。主題歌は「Believe」（歌：津田朱里、作詞：須谷尚子、作曲・編曲：衣笠道雄）。同梱された小冊子には12名の漫画家・イラストレーター（戌角柾、カグユヅ、桂井よしあき、ぎん太、獅童ありす、茨乃、柴乃櫂人、庄名泉石、蔓木鋼音、BLADE、武藤此史、森みさき）による応援イラストが掲載されている。

## テレビアニメ
2014年7月、富士見書房による紹介ページでアニメ化企画が進行中であることが発表され、2015年7月より9月まで放送された。

### スタッフ
- 原作 - 諸星悠（株式会社KADOKAWA ファンタジア文庫刊）[3]
- 原作イラスト - 甘味みきひろ[3][3]
- 監督・音響監督 - 稲垣隆行[3]
- シリーズ構成 - 山口宏
- キャラクターデザイン - 堀内修[3]
- 武器・クリーチャーデザイン - ガジェットスミス[3]、満月○[3]、加藤全央[3]、鷲尾直広[3]、原由知[3]
- 美術設定 - 加藤浩[3]、米川信悟[3]
- 美術監督 - 加藤浩[3]、坂上裕文[3]
- カラーコーディネート - 村田恵里子[3]
- CGI監督 - 片山鮎喜[3]
- 撮影監督 - 伊藤康行[3]
- 編集 - 小島俊彦[3]
- 音楽 - 久米大作[3]
- 音楽制作 - フライングドッグ[3]
- 音楽プロデューサー - 佐藤正和[3]、福田正夫[3]
- プロデューサー - 田村淳一郎[3]、高木智香[3]
- アニメーションプロデューサー - せきやまあきひろ[3]
- アニメーション制作 - ディオメディア[3]
- 製作 - E601小隊[6]

### 主題歌
オープニングテーマ「D.O.B.」
作詞 - 藤林聖子 / 作曲 - ミライショウ / 編曲 - CHOKKAKU / 歌 - 野水いおり
エンディングテーマ「ハレルヤ」
作詞・作曲・編曲・歌・演奏 - la la larks

### 各話リスト
| 話数   | サブタイトル               | 脚本           | 絵コンテ       | 演出     | 作画監督                                                              | 総作画監督                   |
| ------ | -------------------------- | -------------- | -------------- | -------- | --------------------------------------------------------------------- | ---------------------------- |
| 第1話  | E601小隊                   | 山口宏         | 稲垣隆行       | 成田歳法 | 中村純子、渡辺まゆみ                                                  | 堀内修                       |
| 第2話  | 最強の裏切り者             | 山口宏         | 三沢伸         | 川西泰二 | 野田康行、小菅和久 原由美子                                           | 井出直美 松本麻友子 韓正履   |
| 第3話  | 最弱がもたらす可能性       | 山口宏         | 高林久弥       | 本多美乃 | 石川雅一、本多美乃                                                    | 石川雅一                     |
| 第4話  | 忘れざる過去               | あおしまたかし | こでらかつゆき | 則座誠   | 斎藤大輔                                                              | 黒城一                       |
| 第5話  | 勝利の鍵は                 | あおしまたかし | 祝浩司         | 徐恵眞   | 井出直美 松本麻友子                                                   | 井出直美 松本麻友子          |
| 第6話  | 奪われし空                 | 山口宏         | こでらかつゆき | 嵯峨敏   | 福島豊明、徳倉栄一 柴田篤史                                           | 石川雅一 原由美子            |
| 第7話  | ミストガン・トーナメント   | 山口宏         | 三沢伸         | 渡部穏寛 | 松本麻友子 Seo Jung Duk                                               | 石川雅一 松本麻友子 原由美子 |
| 第8話  | ランクを超えて             | 山口宏         | こでらかつゆき | 政木伸一 | 宮崎里美、鈴木奈都子 柴田篤史、斉藤大輔                               | 雅宏明                       |
| 第9話  | 必勝の方程式               | あおしまたかし | 草川啓造       | 本多美乃 | 小菅和久 Seo Jung Duk                                                 | 石川雅一 原由美子            |
| 第10話 | ゼロが生み出す可能性       | あおしまたかし | こでらかつゆき | 相浦和也 | 中原清隆、鈴木奈都子 宮崎里美、柴田篤史 斎藤大輔、菊田裕司            | 石川雅一 松本麻友子 原由美子 |
| 第11話 | 決勝戦、そして…            | あおしまたかし | 草川啓造       | 徐恵眞   | 近藤瑠衣、小川茜 加藤弘将、小菅和久 玉木慎吾、徳永さやか Seo Jung Duk | 石川雅一 松本麻友子 本多美乃 |
| 第12話 | 空戦魔導士候補生の教官     | 山口宏         | 安曇野惣一     | 嵯峨敏   | 小菅和久、小川茜 加藤弘将                                             | 石川雅一 松本麻友子 本多美乃 |
| 第13話 | レクティの、いきものがかり | 山口宏         | 成田歳法       | 佐藤和磨 | 小菅和久、Yu Min Zi                                                   | 石川雅一                     |

### 放送局
| 放送期間               | 放送時間                     | 放送局      | 対象地域 | 備考             |
| ---------------------- | ---------------------------- | ----------- | -------- | ---------------- |
| 2015年7月9日 - 9月24日 | 木曜 0:30 - 1:00（水曜深夜） | TOKYO MX    | 東京都   |                  |
|                        | 木曜 1:30 - 2:00（水曜深夜） | サンテレビ  | 兵庫県   |                  |
|                        | 木曜 2:35 - 3:05（水曜深夜） | TVQ九州放送 | 福岡県   |                  |
| 2015年7月10日 -        | 金曜 1:00 - 1:30（木曜深夜） | チバテレ    | 千葉県   |                  |
|                        |                              | tvk         | 神奈川県 |                  |
|                        | 金曜 1:05 - 1:35（木曜深夜） | テレ玉      | 埼玉県   |                  |
|                        | 金曜 1:45 - 2:15（木曜深夜） | 岐阜放送    | 岐阜県   |                  |
|                        | 金曜 2:20 - 2:50（木曜深夜） | 三重テレビ  | 三重県   |                  |
| 2015年7月11日 -        | 土曜 3:00 - 3:30（金曜深夜） | BS11        | 日本全域 | 『ANIME+』枠     |
| 2016年4月1日 -         | 金曜 23:00 - 23:30           | AT-X        | 日本全域 | リピート放送あり |

| 配信期間                 | 配信時間        | 配信サイト         | 備考      |
| ------------------------ | --------------- | ------------------ | --------- |
| 2015年7月25日 - 10月10日 | 土曜 12:00 更新 | GYAO!              | 1週間無料 |
|                          |                 | バンダイチャンネル | 有料      |
|                          |                 | ニコニコチャンネル | 有料      |

### BD / DVD
| 巻 | 発売日         | 収録話          | 規格品番  | 規格品番   | 規格品番   |
| 巻 | 発売日         | 収録話          | BD        | DVD限定版  | DVD通常版  |
| -- | -------------- | --------------- | --------- | ---------- | ---------- |
| 1  | 2015年9月25日  | 第1話 - 第2話   | KAXA-7271 | KABA-10376 | KABA-10382 |
| 2  | 2015年10月30日 | 第3話 - 第4話   | KAXA-7272 | KABA-10377 | KABA-10383 |
| 3  | 2015年11月27日 | 第5話 - 第6話   | KAXA-7273 | KABA-10378 | KABA-10384 |
| 4  | 2015年12月25日 | 第7話 - 第8話   | KAXA-7274 | KABA-10379 | KABA-10385 |
| 5  | 2016年1月29日  | 第9話 - 第10話  | KAXA-7275 | KABA-10380 | KABA-10386 |
| 6  | 2016年2月26日  | 第11話 - 第12話 | KAXA-7276 | KABA-10381 | KABA-10387 |

## ゲーム
ファンタジア・リビルド
2020年12月17日より配信されているPC / iOS / Android用アプリゲーム。
ファンタジア文庫作品のクロスオーバーRPGであり、リリース時より本作のキャラクターが登場する。